# 果凍
（英語：、，又稱明膠點心、吉利丁點心），是一種西方甜食，呈半固體狀，由食用明膠加水、糖、果汁製成。市面出售的果凍有已經凝固成形的，也有需要食用者自行加水、凍結凝固製作的粉末包裝。

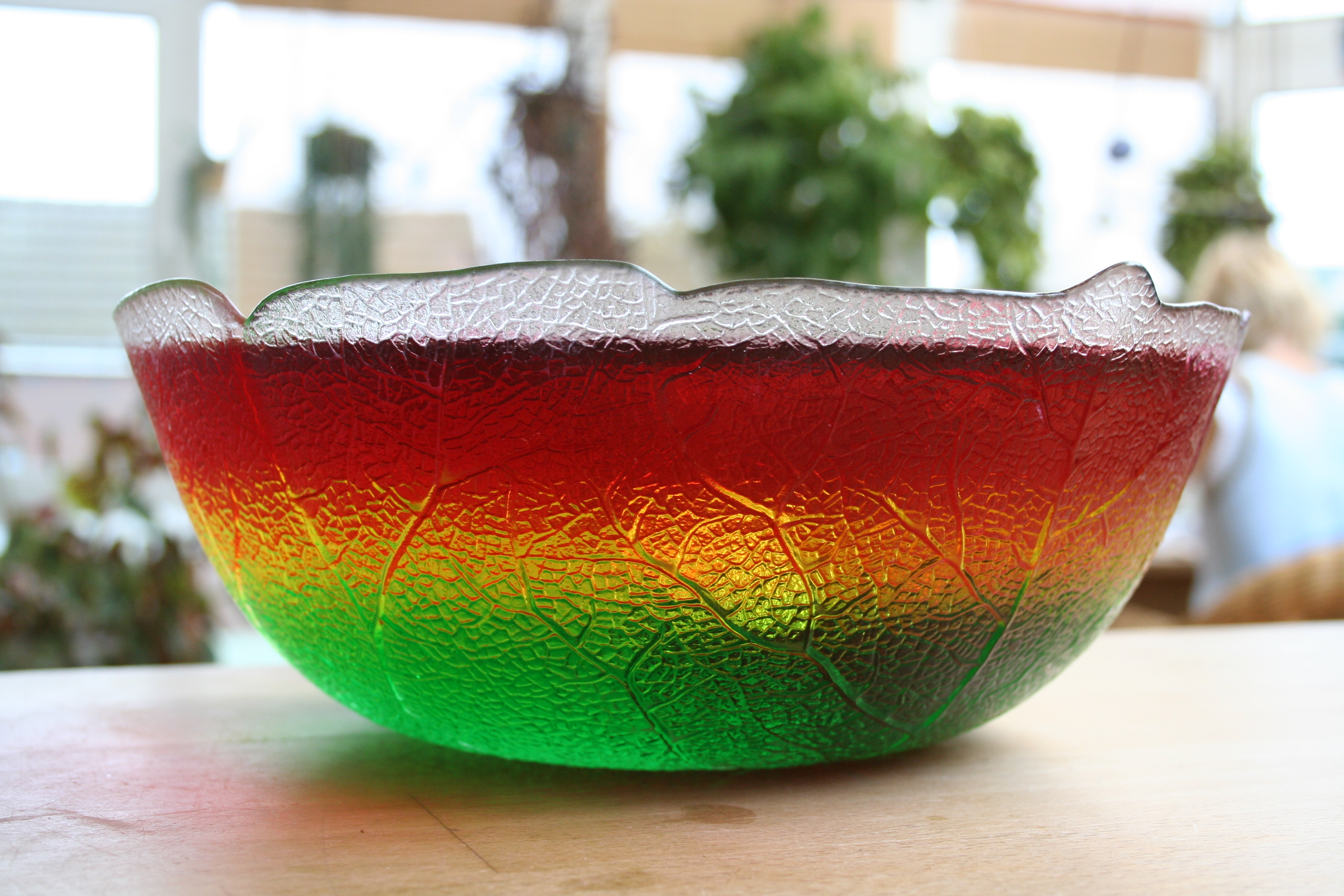
彩色果凍

一些果凍會以洋菜取代明膠，這樣會讓果凍凝結得更快，凝結溫度也不需如使用明膠的低。洋菜在粉末裝的果凍、以及類似的亞洲甜品中最為常用。由於明膠的原材料是動物物質，洋菜作為植物製品適合素食主義者食用。
果冻与中国的一种小吃凉粉看上去有相似之处，但原料做法均不相同。

## 果凍酒
果凍酒（英語：Jell-O shots，又稱酒精果凍），在北美盛行的一種具娛樂用途的酒精成分所做出來的甜點飲品。製作方式大部分是在洋菜粉末中加入果汁和水，並搭配伏特加、龍舌蘭酒或萊姆酒。

## 3D果冻
3D果冻，也叫果冻花，外观晶莹剔透，呈现出里面五颜六色不同形状的花朵，让人在还没品尝之前就饱了眼福。果冻花起源于西班牙，后經越南发扬光大，一开始只是作为果冻上的简单装饰，后更从甜点变成一项专门的艺术。

## 安全隱患

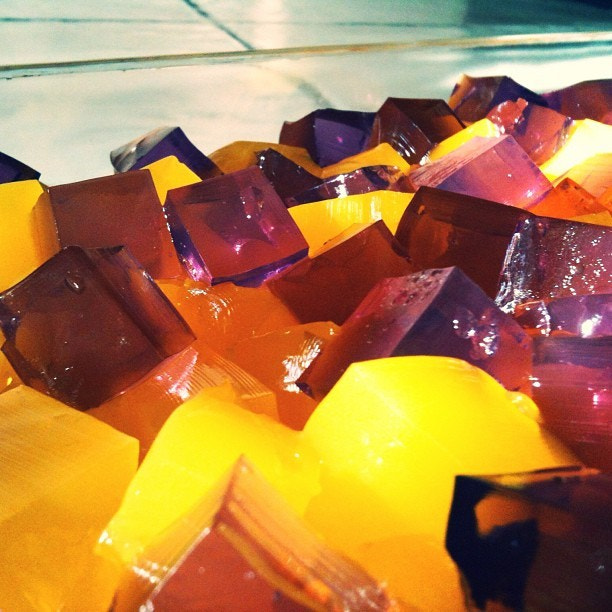
彩色果冻甜食

由於食用受感染的牛肉可能會導致瘋牛病或克雅二氏病的傳染，有人擔心食用受感染的牛骨所製成的果凍，也會導致傳染瘋牛病，但目前還沒有這種病例。
对于儿童及老年人来说，食用果冻时可能发生未经咀嚼就直接吞食的情况，可能导致窒息甚至死亡，因此儿童及老年人食用果冻应格外小心，切勿一口吞下。

## 品牌
美國「Jell-O」牌果凍是犹他州州政府的官方零食。據報，綠色的果凍在猶他州得到了全美國最高的人均銷量。

## 外部連結
- Jelly, Flummery and Creams （页面存档备份，存于）
- Kraft Foods: Jell-O history （页面存档备份，存于）
- Cooper Union history page （页面存档备份，存于）
- Peter Brears Jellies and Their Moulds Prospect Books  2010
- Ian Day (blog) Macedoine and other eccentric Victorian jellies （页面存档备份，存于）